# Байбазаров, Нурлан Серикович
Нурлан Серикович Байбазаров (каз. Нұрлан Серікұлы Байбазаров; род. 10 октября 1975 года) — казахстанский государственный деятель, экономист. Заместитель премьер-министра Казахстана — Министр национальной экономики (февраль — декабрь 2024 года).

## Ранние годы, образование
Нурлан Байбазаров родился 10 октября 1975 года.
В 1997 году Байбазаров окончил Казахскую академию государственного управления по специальности «Банковская организация» в Алматы.

## Карьера
Начал Байбазаров свою карьеру в 1997 году, в департаменте бюджета Министерстве финансов Казахстана. Продолжал там работать до 2003 года.
В 2004–2011 годах он занимал различные должности в АО «Банк развития Казахстана», от главы правления до управляющего директора. В 2013–2016 года он занимал должность директора департамента развития отраслей экономики Министерства национальной экономики.
Кроме того, в разные годы работал в компаниях АО «Казахстан Темир Жолы», АО «КазМунайГаз Консалтинг», АО «КазМунайГаз».
С 2016 по ноябрь 2022 года являлся членом Совета директоров и Председателем Правления АО «Фонд развития промышленности».
16 ноября 2022 года Байбазаров назначен Председателем Правления АО «Банк развития Казахстана».
5 октября 2023 года назначен главой холдинга АО «Байтерек».
6 февраля 2024 года указом президента Токаева назначен Заместителем премьер-министра — Министром национальной экономики. 21 декабря того же года освобождён от этой должности.

## Личная жизнь
Нурлан Байбазаров владеет казахским, русским, английским языками.
Байбазаров женат, есть шесть детей. Жена — Алия Байбазарова.

## Награды
- Медаль «За трудовое отличие»[2]